# HD196133
HD196133 — хімічно пекулярна зоря спектрального класу A1, що має видиму зоряну величину в смузі V приблизно  6,7.
Вона  розташована на відстані близько 598,5 світлових років від Сонця.

## Пекулярний хімічний склад
Зоряна атмосфера HD196133 має підвищений вміст 
Si
.